# Борго Сан Лоренцо (Л'Аквила)
Борго Сан Лоренцо (итал. Borgo San Lorenzo) је насеље у Италији у округу Л'Аквила, региону Абруцо.
Према процени из 2011. у насељу је живело 372 становника. Насеље се налази на надморској висини од 578 м.